# Prima Armata d'India (Vasco da Gama, 1497)
Come scoperta portoghese della rotta marittima per l'India (pt. Descoberta do caminho marítimo para a Índia) s'intende il primo viaggio registrato direttamente dall'Europa all'India passando per il capo di Buona Speranza. La spedizione che lo condusse, poi nota come Prima Armata d'India (pt 1.ª Armada da Índia), era comandata dell'esploratore Vasco da Gama e fu allestita per ordine di re Manuele I del Portogallo nel 1495-1499. Considerato uno dei viaggi più notevoli dell'Età delle scoperte, aprì la cosiddetta "Carreira da Índia" (it. "Rotta per l'India"), oggi nota come "Rotta del Capo", e avviò la presenza marittima e commerciale portoghese nell'oceano Indiano (Goa Velha, Kochi, Indie orientali, ecc.).

## Antefatto
Fu Giovanni II del Portogallo (regno 1481-1495) a iniziare a premere per l'identificazione e la messa in atto d'una rotta marittima che collegasse direttamente l'Europa con l'Asia, più precisamente l'India, passando per il capo di Buona Speranza. La motivazione era duplice: da una parte, garantirsi una fornitura di spezie a costi meno sostenuti, dall'altra assicurare al Regno del Portogallo un nuovo monopolio sul commercio delle spezie. La mossa sarebbe stata il degno coronamento dei decenni di esplorazioni marittime e investimenti nella marineria che la Corona portoghese, dai tempi di Enrico il Navigatore (1394-1460), aveva promosso gettando le basi dell'Impero portoghese.

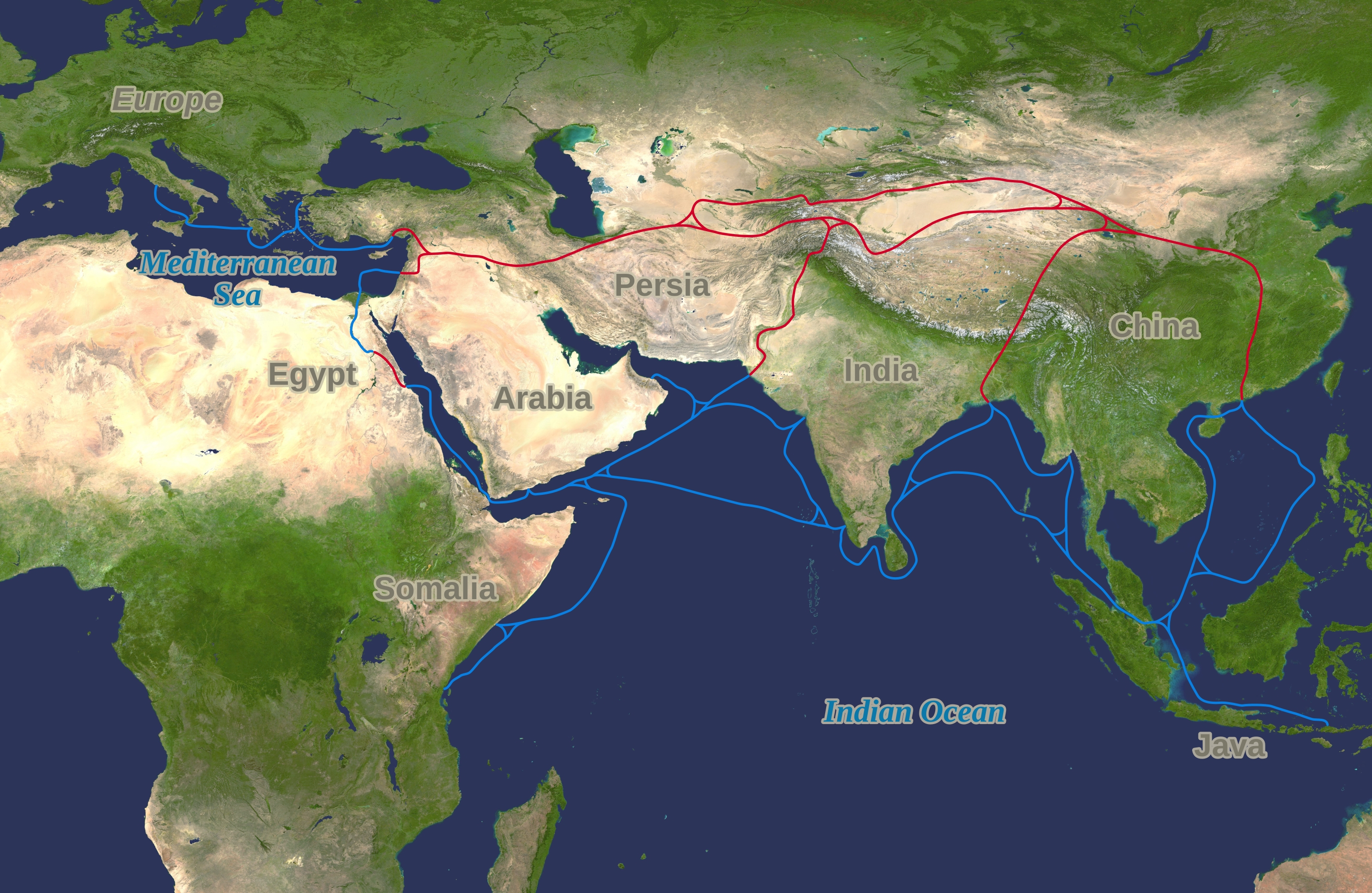
Le importanti rotte commerciali della seta e delle spezie, bloccate dall'Impero ottomano che nel 1453 subentrò all'Impero bizantino spingendo così gli europei a ricercare una rotta marittima attraverso l'oceano Atlantico bordeggiando l'Africa

Le spezie (cannella, zenzero, chiodi di garofano, pepe e curcuma) erano da sempre considerate l'oro delle Indie orientali: prodotti difficili da reperire in Europa, trasportati lungo estesissime rotte carovaniere e secolare monopolio dei mercati italiani (specialmente Venezia e Genova). Nel 1453, con la conquista di Costantinopoli da parte degli Ottomani, il commercio di Venezia e Genova si ridusse notevolmente. Il vantaggio dei portoghesi di stabilire una nuova Via delle Spezie si prefigurò come un'allettante fonte di reddito per la Corona.
Non ci si limitò però a considerare lo una rotta marittima oceanica lungo le coste d'Africa. Intorno al 1481, infatti, João Afonso di Aveiro tentò un'esplorazione del regno del Benin e raccolse informazioni sul semi-leggendario principe Ogané il cui regno si trovava molto più a est. Si pensava che fosse cristiano e che godesse di grande rispetto e potere. Si diceva che il regno del Benin, dove Ogané aveva il suo quartier generale, fosse distante venti lune (250 leghe stando alle stime di João de Barros). Eccitato dalla notizia, re Giovanni II inviò, nel 1487, Frei António de Lisboa e Pedro de Montarroio a localizzare in Oriente nuove informazioni che potessero trovare il Prete Gianni, che sembravano corrispondere, dopotutto, alla descrizione che ne derivò il principe Ogané. La missione si arenò a Gerusalemme, dove i due portoghesi, ignorando la lingua araba, risolsero di tornare a casa perché troppo spaventati per proseguire. Re Giovanni non demorse e, con gran cura e segretezza, preparò nuovi e più capaci esploratori: Afonso de Paiva, di Castelo Branco, e Pêro da Covilhã. Paiva e Covilhã attraversarono Valencia, Barcellona, Napoli, Rodi, Alessandria, Il Cairo e Aden, ove le loro strade si separarono: Paiva si diresse in Etiopia e Covilhã in India. Nessuno dei due tornò ma le informazioni necessarie a re Giovanni giunsero a Lisbona, fornendo il supporto per l'epica avventura marittima, a questo punto l'unica praticabile, che si prospettava.
Il re risolse infatti di procedere via nave lungo le coste africane per trovare un passaggio meridionale per l'oceano Indiano. Incaricò all'uopo Bartolomeo Diaz, il 10 ottobre 1486, di navigare intorno al capo di Buona Speranza. Diaz, che avrebbe poi aiutato nella costruzione delle navi São Gabriel e São Rafael utilizzate da Gama, doppiò il capo nel 1488 e dichiarò ch'era possibile raggiungere l'India facendo il giro dell'Africa. I portoghesi furono quindi in grado di realizzare un immenso profitto utilizzando le proprie navi per recuperare le spezie. Il piano di viaggio prevedeva la messa in sicurezza del percorso. Per questo, era necessario installare stazioni commerciali (pt. feitorias) fortificate lungo la strada. La missione affidata all'ammiraglio della spedizione, rifornito all'uopo di doni e credenziali diplomatiche oltre che di semplici attrezzature nautiche, era di stabilire contatti commerciali con i sovrani stranieri che avrebbe incontrato.
Il progetto di re Giovanni fu abbastanza osteggiato dagli Stati generali del regno: durante le Cortes de Montemor-o-Novo del 1495 si assistette a una forte opposizione della nobiltà all'ambizioso progetto del sovrano. I notabili infatti si accontentavano del commercio già instaurato con la Guinea e il Nordafrica e temevano le sfide poste dal mantenimento di eventuali territori d'oltremare e il costo connesso all'apertura e al mantenimento delle rotte marittime. Questa posizione è incarnata nel personaggio del Vecchio di Restelo che appare in "I Lusiadi" (pt. Os Lusíadas), spesso considerata l'opera più importante della letteratura portoghese, opera del poeta epico portoghese Luís de Camões, che si oppone all'imbarco dell'Armada.
Ma non fu durante il regno di Giovanni II che questo progetto, osteggiato dalla Corte, prese corpo. Accadde solo ai tempi del suo successore, il re Manuele I, che tra l'altro non condivideva l'opinione generale che le rotte marittime fossero un buon, se non il migliore, mezzo per dominare il commercio con l'Oriente. Manuele risolse comunque di farsi tedoforo del sogno del congiunto e proseguì nell'allestimento d'una flotta da porsi al comando di Vasco da Gama. Nel suo disegno originale, re Giovanni aveva scelto Stefano da Gama, padre di Vasco, quale ammiraglio ma al momento dell'attuazione del piano, sia Stefano sia il re erano deceduti.
La spedizione salpò infine l'8 luglio 1497 e si concluse due anni dopo con il rientro delle navi che portarono la notizia del loro successo garantendo al Portogallo una prestigiosa posizione marittima.

## La flotta

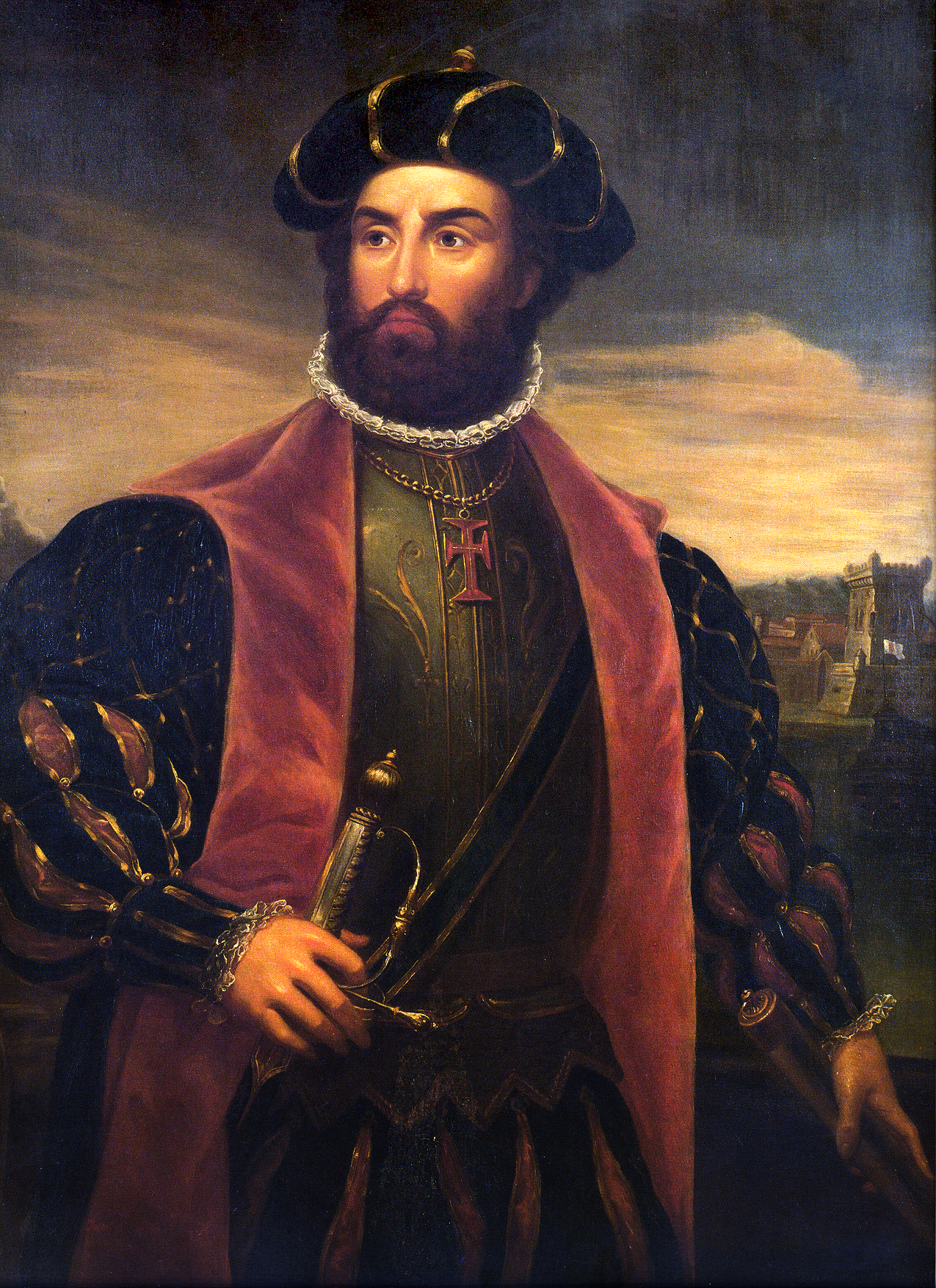
Vasco da Gama - dipinto postumo di António Manuel da Fonseca, 1838 - National Maritime Museum

Questo elenco di capitani si basa principalmente su: Historia di Fernão Lopes de Castanheda, Décadas di Barros e Chronica di Damião de Góis.
Gli ufficiali erano tutti navigatori esperti e lo stesso Bartolomeo Diaz, veterano della navigazione d'alto mare nell'oceano Atlantico, accompagnò la spedizione per la prima tratta sino a Capo Verde. Tra i marinai (pt. marinheiros) c'erano due interpreti, Fernão Martins e Martim Afonso de Sousa e due frati, João Figueira e Pêro da Covilhã. In tutto, gli equipaggi erano composti da 170 uomini.
Vasco da Gama e i suoi capitani disponevano di portolani della costa africana conosciuta fino ad allora, quadranti, astrolabi di varie dimensioni, tavole con calcoli – come le effemeridi di Abraham Zacuto – bussola e filo a piombo. Durante la spedizione, la latitudine fu determinata dall'osservazione solare, come affermato da João de Barros. Una delle quattro navi era deputata al trasporto di generi alimentari sufficienti per tre anni: biscotti, fagioli, carne secca, vino, farina, olio di oliva, sottaceti e articoli di farmacia. Inoltre erano previsti continui rifornimenti lungo la costa dell'Africa. Ogni nave aveva un capitano (pt. capitão) e un pilota (pt. piloto), tranne la nave dei rifornimenti che aveva solo il capitano. Due navi avevano anche uno scriba o uno scrittore. La nave ammiraglia di Vasco da Gama, la São Gabriel, trasportava l'ammiraglio (pt. capitão-mor, lett. "capitano maggiore").
I rapporti del diario di bordo delle navi riportano molte esperienze uniche. Inoltre è stata trovata una ricca flora e fauna. Nei pressi della St. Helenabaai si stabilirono contatti con tribù che mangiavano leoni marini, balene, carne di gazzella e radici; camminavano ricoperti di pelliccia e le loro armi erano semplici lance di legno di Zambujo e corna di animali. Videro tribù che suonavano flauti rustici in modo coordinato, il che fu uno spettacolo sorprendente per gli europei. Lo scorbuto (carenza di vitamina C) aveva colpito l'equipaggio. Attraversarono il Mozambico con palme che producevano noci di cocco. Nonostante le avversità di un viaggio di questa portata, l'equipaggio mantenne la curiosità e il coraggio per raggiungere l'impresa e andare d'accordo con le persone che ha incontrato. Per prendere il ritmo, hanno fatto irruzione nelle navi in cerca di piloti. Con i prigionieri, il capitano generale poteva commerciare o metterli al lavoro. Si sa, grazie al filosofo umanista portoghese Damião de Góis, che durante il viaggio furono sistemati cinque padrões (pilastri di pietra coronati da una croce, con un'iscrizione e lo stemma del Portogallo): il "São Rafael", nel fiume Quelimane; il São Jorge (Mozambico); lo "Spirito Santo" a Malindi; il "Santa Maria" a Ilhéus, e il "São Gabriel" a Calicut. Questi monumenti avevano lo scopo di affermare la sovranità portoghese in questi luoghi in modo che altri esploratori arrivati in seguito non prendessero per sé la terra come scoperte.

## Il viaggio di andata

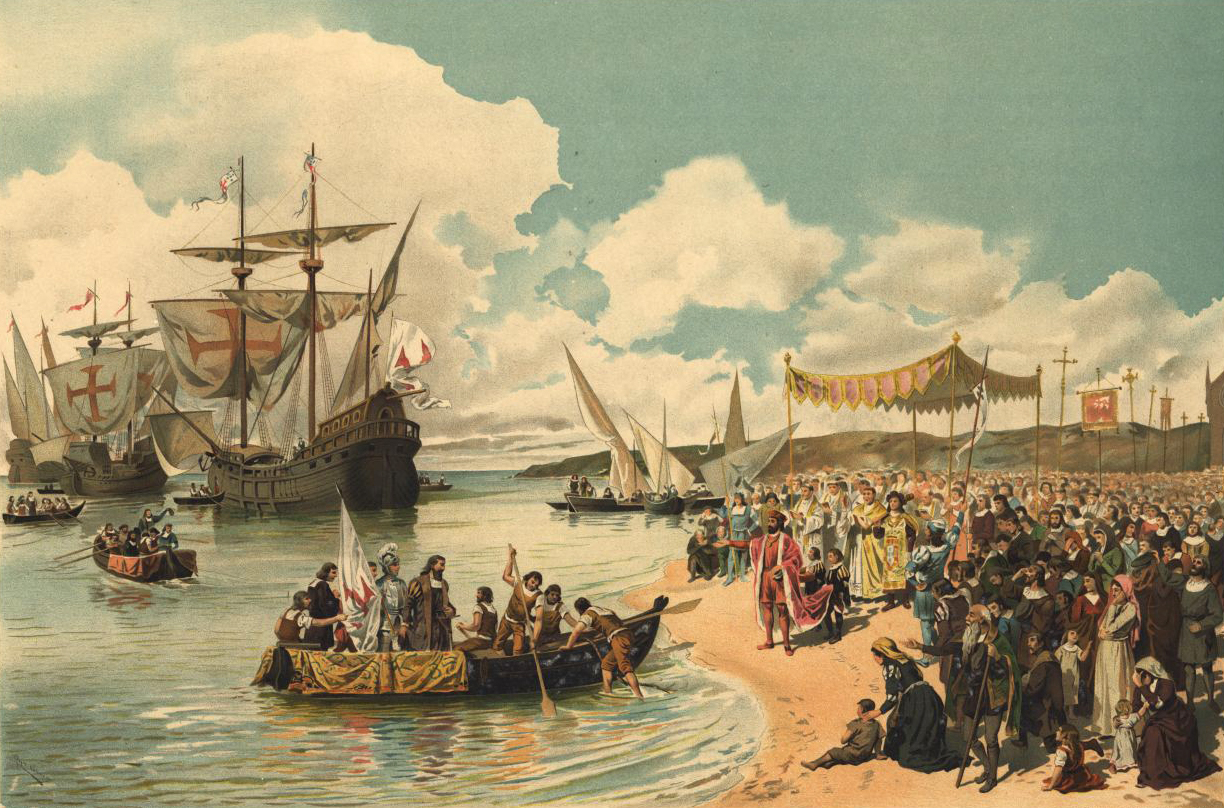
"Vasco da Gama parte per l'India nel 1497" di Alfredo Roque Gameiro.

8 luglio 1497 - la spedizione parte da Lisbona per Capo Verde (attuale Senegal) scortata da Bartolomeo Diaz, diretto a Elmina. Giunti a Santiago (Capo Verde) il 27 luglio, i Portoghesi si riorganizzano: Diaz prosegue per Elmina, mentre Gama issa le vele il 3 agosto e punta al cuore dell'Atlantico per eseguire la prima volta do mar che lo condurrà in Sudafrica.
7 novembre 1497 - dopo novantasei giorni di navigazione in mare aperto, Vasco da Gama approda a St. Helenabaai (Sudafrica), dove sosta per rifornirsi d'acqua. Riparte il 16 novembre per il capo di Buona Speranza che supera il 22 novembre, gettando l'ancora a Mossel Bay il 25 novembre. Il carico della nave rifornimenti viene a questo punto distribuito tra le altre e il veliero viene smantellato perché non più in condizione di navigare. Durante la sosta, l'ammiraglio posiziona un padrão che però gli indigeni distruggono poco dopo, sotto gli occhi degli europei appena salpati (8 dicembre).
25 dicembre 1497 - dopo diciassette giorni di navigazione sfavorevole contro forti venti contrari, Vasco da Gama avvista le coste del Natal, da lui così chiamato per la concomitante data del giorno di Natale. 
11 gennaio 1498 - Vasco da Gama raggiunge il Sud del Mozambico ed effettua una sosta per rifornirsi d'acqua (acquata)  presso il "Río do Cobre". Riparte il 16 gennaio e inizia a percorrere il canale del Mozambico. Raggiunge Sofala ma non vi si ferma. Presso Quelimane colloca il padrão "São Rafael" e (25 gennaio) concede all'equipaggio, esausto e piagato dallo scorbuto, una sosta presso quello che l'ammiraglio definì il "Río dos Bons Sinais" ("fiume dei buoni segnali"), perché fu lì che ricevette le prime informazioni che sarebbe stato sulla buona strada e che in seguito avrebbe trovato piloti in grado di guidarlo. Riprende il mare il 24 febbraio.
2 marzo 1498 - Vasco da Gama riprende il mare e raggiunge l'Isola di Mozambico il cui Shaykh crede che i Portoghesi siano musulmani e quindi li accoglie favorevolmente, mettendo persino a loro disposizione due piloti che li guidino verso l'India. I Lusitani incontrano a Mozambico per la prima volta i mercanti arabi che governano la rete commerciale dell'oceano Indiano: l'isola fungeva da avamposto commerciale arabo sin dal principio del X secolo ed era a quel tempo soggetta all'autorità del Sultanato di Kilwa, un'eterogenea entità politica di forte ispirazione marinaresca che controllava tutta la cosiddetta "Costa swahili", includente anche Sofala e Quelimane. Temendo che la popolazione fosse ostile ai cristiani, Vasco da Gama cerca di mantenere l'equivoco ma dopo una serie d'incomprensioni è costretto a fuggire (29 marzo), cannoneggiando la città. I venti contrari rallentano la sua navigazione.
7 aprile 1498 - Vasco da Gama raggiunge Mombasa, altra città soggetta al sultano di Kilwa. Qui i mercanti arabi tentano apertamente di sabotare la spedizione lusitana. Vasco da Gama si reca allora rapidamente a Malindi (13 aprile) il cui sultano, anch'egli vassallo di Kilwa, era però in feroce competizione con quello di Mombasa e accolse pertanto i nemici dei suoi nemici a braccia aperte, mettendo a loro disposizione un famosissimo esperto navigatore arabo, lo yemenita Ahmad b. Majid al-Najdi, affinché aiutasse Vasco da Gama a impratichirsi sul modo di raggiungere l'attuale Stato indiano del Kerala.

## Gama in India

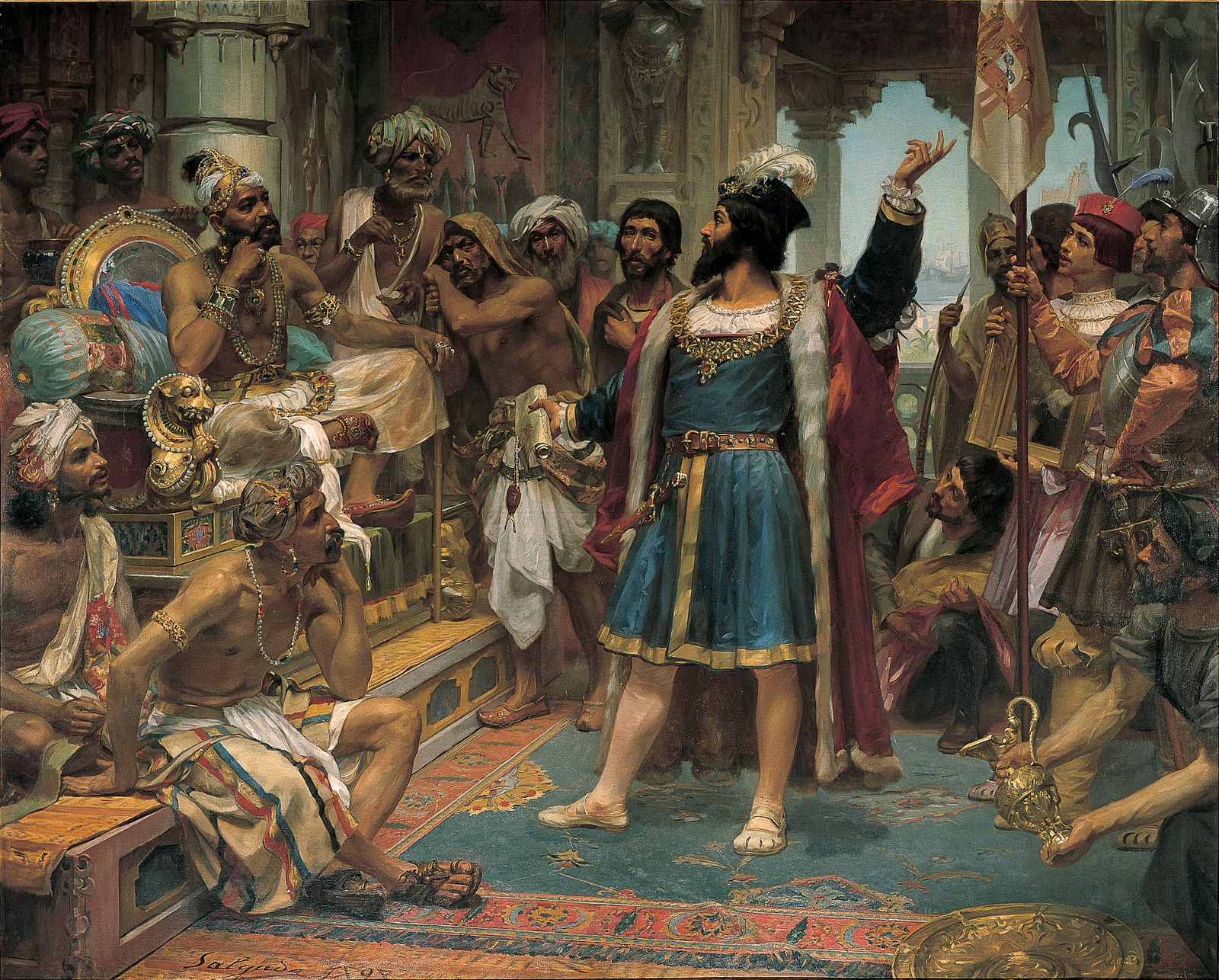
"Vasco da Gama davanti allo Zamorin di Calicut" di José Maria Veloso Salgado.

18 maggio 1498 - valicato l'oceano Indiano, l'Armada di Vasco da Gama avvista il subcontinente indiano. Due giorni dopo (20 maggio), le sue navi gettano l'ancora a Kappakadavu, nei pressi di Kozhikode (pt. Calicut), nel Kerala, stabilendo così la rotta marittima delle spezie dall'Europa all'India.
I negoziati con il governatore locale, Samutiri Manavikraman Raja, Zamorin (lett. "Signore del Mare") di Calicut, furono difficili. Gli sforzi di da Gama per ottenere condizioni commerciali favorevoli sono stati ostacolati dalle diverse culture e dal basso valore dei loro doni: in Occidente era consuetudine che i re offrissero regali agli inviati stranieri; in Oriente ci si aspettava che i re fossero colpiti dalle ricche offerte. Le merci presentate dai Portoghesi furono inadeguate a impressionare lo Zamorin, i cui cortigiani derisero tali doni, mentre i locali mercanti arabi resistevano alla possibilità di una concorrenza indesiderata. Quest'ultimo elemento fu certamente decisivo: gli Zamorin avevano sempre mantenuto elaborate relazioni commerciali con i marinai musulmani mediorientali nell'oceano Indiano, facendo della loro città un importante entrepôt nel Sud-ovest dell'India e la potenza marittima dominante del Kerala., vero e proprio "Cancello d'ingresso" alla regione per tutti i mercanti stranieri.
La perseveranza di Vasco da Gama gli fece tuttavia avviare trattative con lo Zamorin che, almeno, si compiacque delle lettere di re Manuele I. L'ammiraglio riuscì così a ottenere un'ambigua lettera di concessione di diritti commerciali a Calicut e a vendere le sue merci, a basso prezzo, per acquisire piccole quantità di spezie e gioielli da riportare in patria. Tuttavia, Vasco da Gama ripartì senza preavviso dopo che lo Zamorin e il suo ammiraglio, Kunjali Marakkar, insistettero affinché lasciasse tutti i beni lusitani come garanzia, lasciandosi alle spalle alcuni connazionali incaricati di aprire una feitoria in loco.

## Il viaggio di ritorno

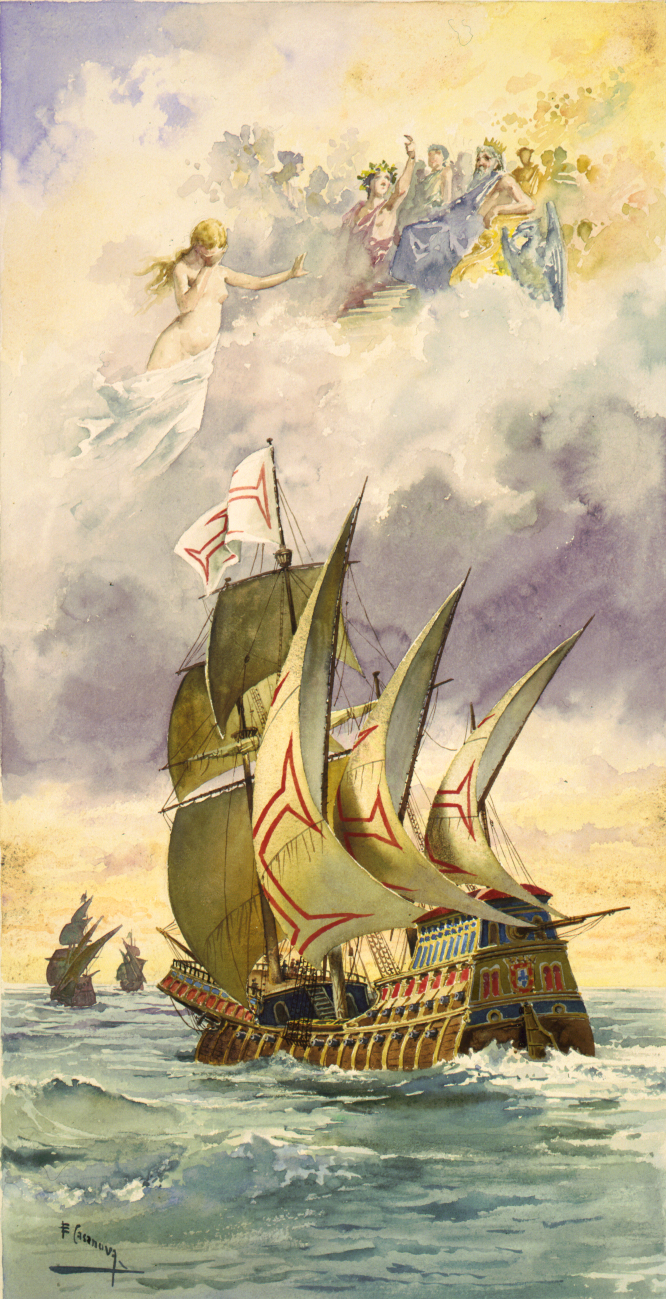
"La nave di Vasco da Gama" di Ernesto Casanova.

10 settembre 1498 - Vasco da Gama lascia frettolosamente Calicut e si reca alle Laccadive (15 settembre), ove colloca un padrão con la benedizione degli amichevoli indigeni.
20 settembre 1498 - Vasco da Gama raggiunge l'isola di Angediva e vi sosta per rifornirsi d'acqua. In capo a pochi giorni i Portoghesi avvistano legni indigeni che navigavano loro intorno e il 23 settembre scoprono da alcuni locali che si trattava di imbarcazioni di Calicut con intenzioni ostili. Nei giorni successivi, mentre i Portoghesi stavano carenando la Berrio e la São Gabriel, vengono avvicinati da diverse navi indigeni armate (fuste secondo il Roteiro ma con buona probabilità dei lancaran) che Vasco da Gama caccia a cannonate identificandole come navi pirata. Vasco da Gama viene avvicinato da un uomo che si definiva cristiano, fintosi musulmano per entrare al servizio di Yūsuf ʿĀdil Shāh (pt. Hidalcán), il potente sultano di Bijapur. Sospettoso nei confronti del nuovo venuto, Paulo da Gama lo fa frustare finché questi non confessa d'essere una spia, un ebreo polacco avventuratosi in Oriente, e informa i Portoghesi che tutti i potentati della costa avevano armato navi per dar loro la caccia e sbarazzarsene, convinti che i Lusitani fossero incapaci di ritrovare la via di casa. Vasco da Gama finì poi per ricredersi circa questo rinnegato e lo prese sotto la propria protezione, ribattezzandolo Gaspar da Gama.
5 ottobre 1498 - Vasco da Gama salpa per l'Africa senza l'aiuto del monsone. La flotta patisce novanta giorni di traversata, con venti contrari alternati a bonaccia. Il cibo scarseggia e l'equipaggio si ammala di scorbuto. Trenta uomini muoiono e i sopravvissuti, indeboliti, riescono a malapena a manovrare. Cercano di convincere l'ammiraglio a tornare in India, quando i venti finalmente favorevoli li convincono a continuare. Avvistano l'Africa il 2 gennaio 1499.
7 gennaio 1499 - Gli esausti Portoghesi attraccano a Malindi, dove l'ospitale sultano li accoglie con acqua, bestiame, uova e arance. Con un equipaggio insufficiente, Vasco da Gama risolve di affondare la São Rafael e di proseguire il viaggio solo con la São Gabriel e la Bérrio. I Portoghesi ripartono l'11 gennaio e si fermano al largo di Zanzibar due giorni dopo.
27 gennaio 1499 - Vasco da Gama riparte per il Mozambico, ove sosterà il 2 febbraio all'Isla de San Jorge per collocare l'ultimo padrão della spedizione.
3 marzo 1499 - Vasco da Gama cala l'ancora a Mossel Bay e vi sosta sino al 12 marzo, rifornendo le cambuse di carne di leone marino e di pinguino. I Portoghesi ripartono per il capo di Buona Speranza che raggiungono il 20 del mese. Terminano a questo punto le annotazioni del diario di bordo di Velho.
15 aprile - Vasco da Gama raggiunge il Río Grande, nell'attuale Guinea-Bissau. Durante la navigazione, una notte, la Berrio si era sganciata dal convoglio e aveva proseguito a navigare da sola. Sull'isola di Santiago (Capo Verde), l'ammiraglio noleggia una caravella per portare il fratello malato alle Azzorre, sperando di salvarlo.
10 luglio 1499 - Dopo più di due anni dall'inizio della spedizione, la Berrio entra nel Tago, comandata da Nicolau Coelho, con la notizia che i Portoghesi avevano finalmente raggiunto l'India via mare . Vasco da Gama era rimasto indietro, sull'isola Terceira (Azzorre), al fianco del fratello moribondo, precludendosi così i festeggiamenti e le congratulazioni dalla notizia.
31 agosto 1499 - Vasco da Gama arriva a Lisbona ed è accolto con soddisfazione da re Manuele che gli assegna il titolo di Don e grandi ricompense.

## Conseguenze

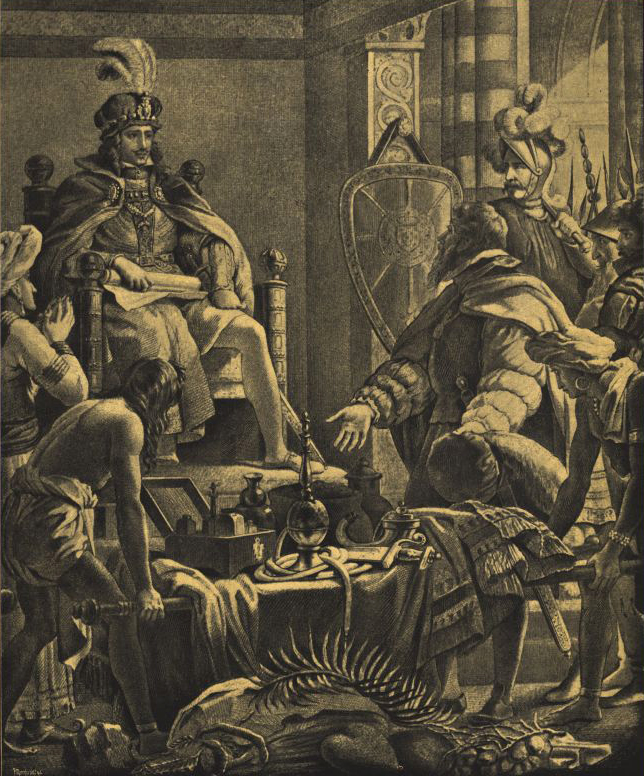
Vasco da Gama presenta a Re Manuele I le primizie dell'India - ill. in Biblioteca nazionale del Portogallo, c. 1900

Delle navi coinvolte, solo la São Rafael non fece ritorno. Si era bruciata per la sua incapacità di manovrare, a causa del ridotto numero dell'equipaggio a causa di malattie che avevano ucciso circa la metà dell'equipaggio, come lo scorbuto, che si era sentito acutamente durante la traversata dell'oceano Indiano. Solo 55 dei 148 uomini che facevano parte della spedizione sopravvissero al viaggio.
Manuele I s'affrettò a dare la notizia ai re di Spagna, sia come dimostrazione di orgoglio sia per avvertire che entrambe le rotte sarebbero state esplorate dalla Corona portoghese. I mercanti italiani diffusero l'informazione da Firenze.
Con l'apertura della rotta marittima verso le Indie orientali da parte dei Portoghesi, la c.d. "Rotta del Capo", la caduta del monopolio veneziano sul commercio delle spezie in Europa fu inevitabile e il conseguente calo dei prezzi delle spezie contribuì allo sviluppo commerciale del continente.

### Esplicative
1. ↑  Secondo i resoconti, Vasco da Gama fece ubriacare lo yemenita perché gli svelasse, senza infingimenti, la rotta opportuna - (FR) Ferrand G, Instructions nautiques et routiers arabes et portugais des XVe et XVIe siècles, I, Parigi, 1921-3.
2. ↑  Stando ai cronisti Barros e Góis, l'equipaggio della nave che avvisò Vasco da Gama del pericolo sarebbe stato capitanato dal corsaro Timoji le cui fortune si sarebbero, negli anni successivi, strettamente legate a quelle dei Portoghesi.

### Bibliografiche
1. 1 2  Guinote 1999.
2. ↑  (EN) The Portuguese, su en.banglapedia.org.
3. ↑  (EN) Tapan Raychaudhuri, The Cambridge Economic History of India: Volume 1, C.1200-c.1750, CUP Archive, 1982, ISBN 978-0-521-22692-9.
4. 1 2  (EN) National Geographic Society, Da Gama Discovers a Sea Route to India, in National Geographic Society, 29 aprile 2014. URL consultato il 4 marzo 2018 (archiviato dall'url originale il 10 giugno 2016).
5. 1 2 3 4  (EN) Scammell GV, The World Encompassed, University of California Press, 1981,  p. 232, ISBN 9780520044227.
6. 1 2  (EN) Turner J, Spice trade pepper Venice, su smithsonianmag.com.
7. ↑   Lodolini A, Le repubbliche del mare, Roma, Biblioteca di storia patria, 1967.
8. ↑  (PT) CCBB Rio, Lusa: A Matriz Portuguesa, Rio de Janeiro, Brazil, 2007, ISBN 9788560169016.
9. ↑  (EN) Luís de Carvalho S, A Children's History of Portugal, Dartmouth, MA, Tagus Press, 2017,  p. 28, ISBN 9781933227795.
10. ↑  Barros, I. IV p. 270.
11. 1 2  (EN) Ames GJ, The Globe Encompassed: The Age of European Discovery, 1500–1700, Prentice Hall, 2007,  p. 27, ISBN 978-0-13-193388-0.
12. ↑  Castanheda.
13. ↑  Barros, p. 271 e 279.
14. ↑  Góis, p. ??.
15. ↑  Barros, p. 276.
16. ↑  Diffie 1977, pp. 176-177.
17. ↑  (EN) Narayanan MGS, Perumals of Kerala: Brahmin Oligarchy and Ritual Monarchy – Political and Social Conditions of Kerala Under the Cera Perumals of Makotai (c. AD 800–AD 1124), Calicut University Press, 1996,  p. 512.
18. ↑  (EN) Malekandathil P e Jamal Mohammed T (a cura di), The Portuguese, Indian Ocean and European Bridgeheads 1500–1800. Festschrift in Honour of Prof. K. S. Mathew, Fundacoa Oriente. Institute for Research in Social Sciences and Humanities of MESHAR (Kerala), 2001.
19. ↑  (EN) Sreedhara Menon A, Kerala Charitram, Kottayam, DC Books, 2007, ISBN 978-81-264-1588-5.
20. ↑  Roteiro, p. 80.
21. ↑  Roteiro, p. 82.
22. ↑  Roteiro, p. 83.
23. ↑  (EN) Reid A, Anthony Reid and the Study of the Southeast Asian Past, Institute of Southeast Asian Studies, 2012,  pp. 150-151, ISBN 978-981-4311-96-0.
24. ↑  Roteiro, pp. 84-86.
25. ↑  Roteiro, p. 86.
26. ↑  Roteiro, p. 89.
27. ↑  Roteiro, p. 92.

### Fonti primarie
- (PT) João de Barros, Décadas da Ásia: Dos feitos, que os Portuguezes fizeram no descubrimento, e conquista, dos mares, e terras do Oriente, 1552-1559.
- (PT) Fernão Lopes de Castanheda, História do descobrimento e conquista da Índia pelos portugueses, 1833  [1551-1560].
- (EN) ANONIMO, A journal of the first voyage of Vasco da Gama, 1497-1499, a cura di Ravenstein EG, Londra, Hakluyt Society, 1898.

### Fonti secondarie
- (PT) Bouchon G, Vasco da Gama. Biografia, traduzione di Silva AS [et al.], Rio de Janeiro e São Paulo, Record, 1999.
- (PT) Vasco da Gama, Em nome de Deus: The Journal of the Frist Voyage of Vasco da Gama to India, 1497-1499, traduzione di Ames GJ, Leida e Boston, Brill, 2009.
- (EN) Diffie B e Winius GD, Foundations of the Portuguese Empire, 1415–1580, University of Minnesota Press, 1977, ISBN 0-8166-0782-6.
- (PT) Fonseca LA : de, Vasco da Gama: o homem, a viagem, a época, Lisbona, Comissariado da Exposição Mundial de Lisboa de 1998, 1998.
- (PT) Guinote PJA, Ascensão e Declínio da Carreira da Índia, in Vasco da Gama e a Índia, vol. 2., Lisbona, Fundação Calouste Gulbenkian, 1999,  pp. 7-39.
- (EN) Kelly K, That's Not in My Geography Book: A Compilation of Little-Known Facts, Lanham, Nova Iorque, Boulder, Toronto e Plemua, Taylor Trade Publications, 2009.
- (PT) Marques AP, Vida e obra do "Príncipe Perfeito" Dom João II, Lisbona, Centro de Estudos do Mar, 1997.
- (PT) Mendes AL, A India Portugueza. breve descripção das possessões portuguezas na Asia, Lisbona, Imprensa Nacional, 1886.
- (PT) Rebelo MdO, Retalhos da minha terra: monografia do Concelho do Seixal, Seixal, desconhecido, 1959.
- (PT) João Marinho dos Santos, José Manuel Azevedo e Silva, Vasco da Gama: a honra, o proveito, a fama e a glória, Vila Nova de Gaia, Editora Ausência, 1999.
- (EN) Subrahmanyam S, The Career and Legend of Vasco da Gama, Cambridge University Press, 1997.